# 伊卡图
伊卡图是巴西马拉尼昂州的一个市镇。总面积1448.796平方公里，总人口21464人，人口密度14.8人/平方公里。